# ولي حسين (تشين)
ولي حسین (بالفارسية: ولی حسین) هي قرية تقع في إيران في قسم تشین الريفي. يقدر عدد سكانها بـ 163 نسمة بحسب إحصاء 2016.